# Juan Manuel Fernández Ochoa
Juan Manuel Fernández Ochoa (Madrid, 24 giugno 1951) è un ex sciatore alpino spagnolo.

## Biografia
Figlio di un uomo d'affari, era fratello di Blanca, Dolores,  Francisco e Luis, anch'essi sciatori alpini. Specialista delle prove tecniche, in Coppa Europa si piazzò 3º nella classifica di slalom speciale nella stagione 1972-1973 e nella stagione 1973-1974 e 2º nella classifica di slalom gigante nella stagione 1975-1976; ai XII Giochi olimpici invernali di Innsbruck 1976, sua unica presenza olimpica, si piazzò 36º nella discesa libera, 16º nello slalom gigante e non completò lo slalom speciale. Nella stagione 1978-1979 in Coppa Europa vinse la classifica di slalom gigante; non ottenne risultati di rilievo in Coppa del Mondo.

## Palmarès

### Coppa Europa
- Vincitore della classifica di slalom gigante nel 1979[3]